# Thành viên xếp hạng
Trong chính trị Hoa Kỳ, thành viên xếp hạng (tiếng Anh: ranking member) là thành viên làm việc lâu năm nhất của một ủy ban lập pháp quốc hội hoặc tiểu bang từ đảng thiểu số. Trong nhiều ủy ban, thành viên xếp hạng, cùng với chủ tịch, là nghị viên dựa chức của tất cả các tiểu ban của ủy ban.
Cả Thượng viện Hoa Kỳ  và Hạ viện Hoa Kỳ  sử dụng các thành viên xếp hạng như một phần của cơ cấu lập pháp của họ.
Khi đảng thiểu số trở thành đảng đa số, thành viên xếp hạng của ủy ban chắc chắn sẽ trở thành chủ tịch tiếp theo của ủy ban và ngược lại nếu như thành viên xếp hạng vẫn tham gia ủy ban.

## Sử dụng trong Quốc hội
Bốn ủy ban của Thượng viện coi chức thành viên xếp hạng là phó chủ tịch. Các ủy ban sau theo cơ cấu chủ tịch cho đảng đa số và phó chủ tịch cho đảng thiểu số.
- Ủy ban Phân bổ ngân sách Thượng viện
- Ủy ban Các vấn đề Ấn Độ Thượng viện
- Ủy ban Lựa chọn Đạo đức Thượng viện
- Ủy ban Lựa chọn Tình báo Thượng viện

Các ủy ban khác của Thượng viện có người đứng đầu từ phe thiểu số thành viên xếp hạng.
Hạ viện thường không coi thành viên xếp hạng là phó chủ tịch, mặc dù một số ủy ban có chức danh phó chủ tịch, thường được giao cho thành viên cao cấp thứ hai của đảng đa số tại ủy ban đó. Các ủy ban Hạ viện tuân theo cấu trúc này là:
- Ủy ban Nông nghiệp Hạ viện
- Ủy ban Phân bổ ngân sách Hạ viện
- Ủy ban Ngân sách Hạ viện
- Ủy ban Giáo dục và Lao động Hạ viện
- Ủy ban Năng lượng và Thương mại Hạ viện
- Ủy ban Dịch vụ Tài chính Hạ viện
- Ủy ban Cải cách Chính phủ
- Ủy ban Ngoại giao Hạ viện
- Ủy ban Tài nguyên Hạ viện
- Ủy ban Các vấn đề Cựu chiến binh Hạ viện
- Ủy ban Lựa chọn Vĩnh viễn Tình báo Hoa Kỳ (chỉ dành cho các tiểu ban trong ủy ban này)

Vị trí thành viên xếp hạng được coi là phó chủ tịch được sử dụng cho Ủy ban ngày 6 tháng 1 của Hạ viện.
Các ủy ban hỗn hợp của Hạ viện và Thượng viện hoạt động theo cùng một cách, với một chủ tịch và phó chủ tịch từ đảng đa số, xen kẽ giữa một thành viên của Hạ viện và một thành viên của Thượng viện, và thường là hai thành viên cấp cao của mỗi viện.